# أبنير كوتو
أبنير كوتو مواليد 10 أغسطس 1987 في بورتوريكو، هو ملاكم محترف بورتوريكي يصنف ضمن فئة الوزن الخفيف.

## إحصائيات
خاض خلال مسيرته 26 نزالا، فاز في 23 ولم يتعادل وخسر في 3. فاز بالضربة القاضية في 12 نزالا.

## روابط خارجية
- أبنير كوتو على موقع بوكس ريك (الإنجليزية) (registration required)